# 采圖利亞 (亞沃里夫區)
49°57′50″N 23°27′48″E / 49.96389°N 23.46333°E
采圖利亞（烏克蘭語：Цетуля），是烏克蘭的村落，位於該國西部利沃夫州，由亞沃里夫區負責管轄，始建於1481年，面積0.56平方公里，海拔高度243米，2001年人口309，人口密度每平方公里554.76人。